# Kompresja falkowa
Kompresja falkowa – algorytm wydajnej, lecz stratnej kompresji, oparty na transformacie falkowej.
Głównie kojarzona jest z kompresją rastrowej grafiki komputerowej, chociaż rodzaj danych, które można kompresować, nie jest zdeterminowany.
Popularnymi realizacjami falkowej kompresji grafiki są: JPEG 2000, Tarkin, SPIHT, MrSID, Dirac, Snow, Pixlet, EZW.